# 京都府立山城郷土資料館
京都府立山城郷土資料館（きょうとふりつやましろきょうどしりょうかん）とは、京都府木津川市にある郷土資料館。主に南山城地方の考古学、歴史的遺産を整理して後世に伝えていくとともに、それを展示することで一般への紹介を図っていくことを目的とする。愛称はふるさとミュージアム山城。

## 歴史
- 1982年（昭和57年）6月 - 京都府立山城郷土資料館として開館。
- 1994年（平成6年）4月 - 生涯学習ボランティア「いずみの会」が活動開始。
- 2002年（平成14年）10月 - 開館記念20周年を記念して常設展示をリニューアル。
- 2003年（平成15年） - 「ふるさとミュージアム山城」の愛称が付けられる。

## 展示

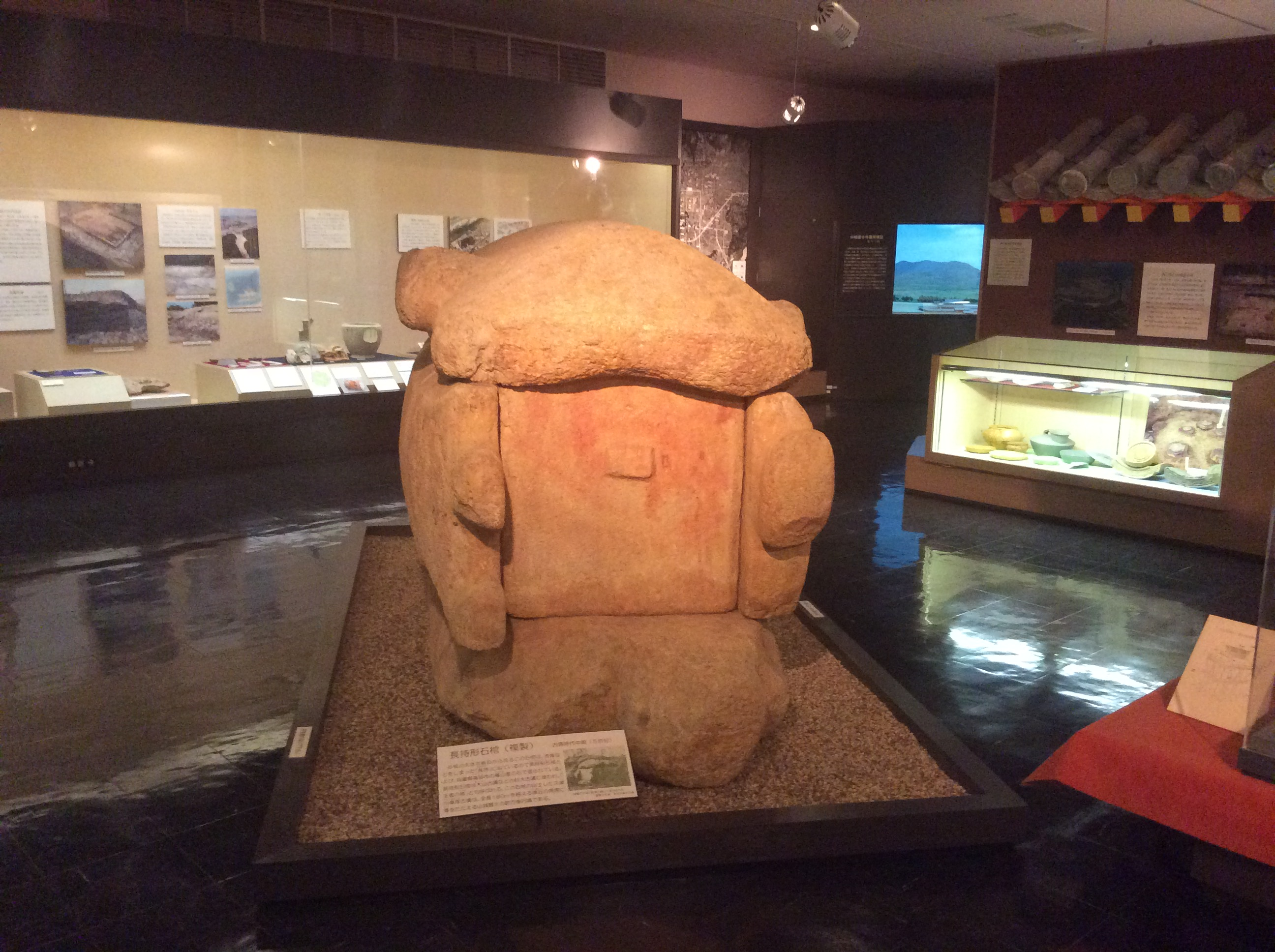
石棺の展示物

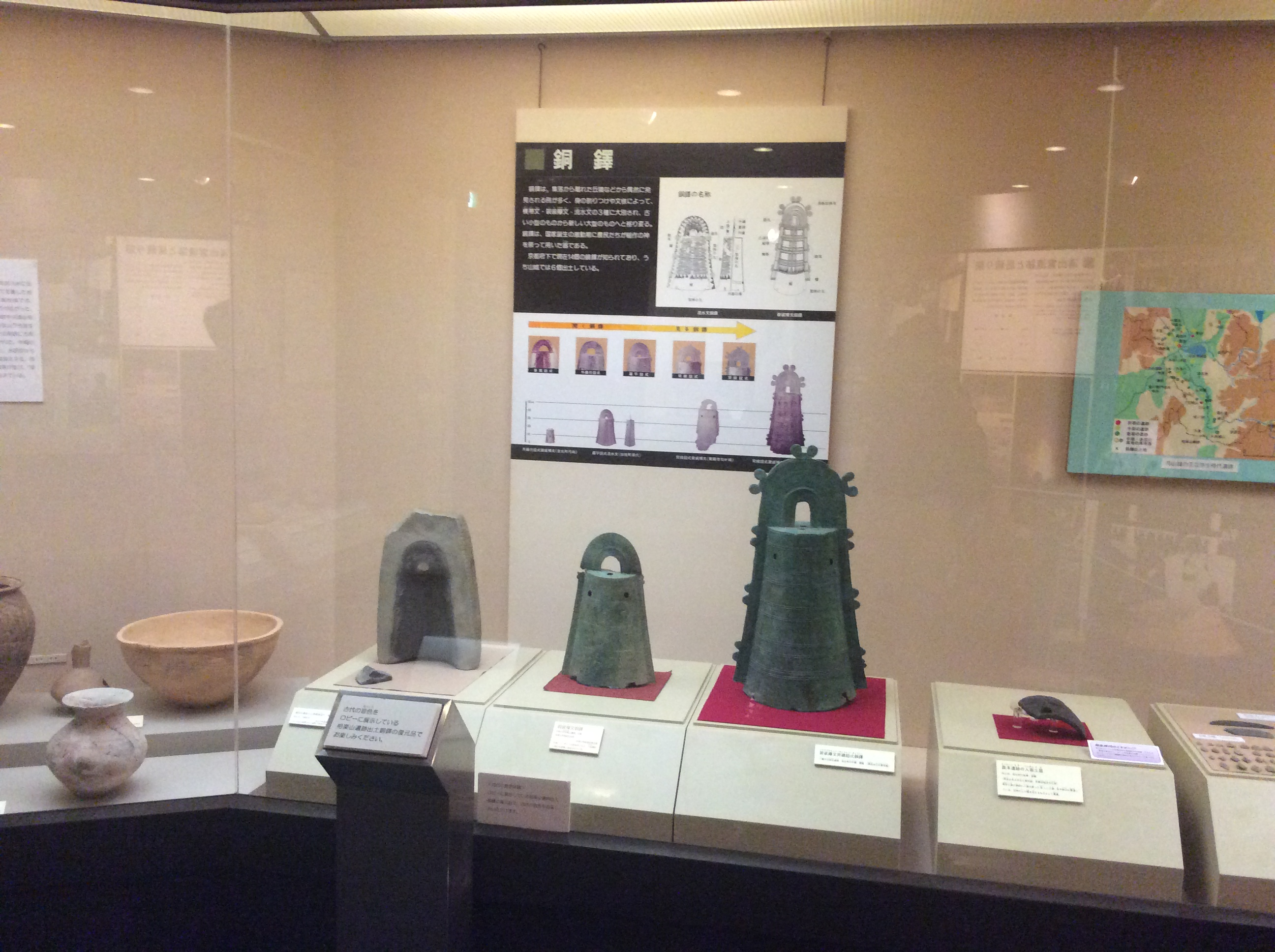
銅鐸の展示物

### 常設展
南山城地方からの出土品、歴史的資料を展示する。主な展示物として袈裟襷文銅鐸、恭仁宮大極殿軒先瓦、人面土器、牛頭天王像、阿弥陀如来立像、白色尉面、黒色尉面、木津浜絵巻（複製）などを展示する<。

### 特別展
2018年度
- 「仏とともに歩んだ画家　穐月　明」
- 「明治150年関連展示　鉄道の開設と南山城の近代」
- 「発掘された京都の歴史2018」
- 「文字のささやき〜京都府出土の文字資料〜」
- 「暮らしの道具　いまむかし」

## 主な活動

### 体験講座
こどもむけに「埴輪のランプシェードを作ろう」「銅鏡をつくろう」「和同開珎をつくろう」などのタイトルで、体験教室を開く。また山城こっとんくらぶとして綿摘から染色までの体験教室を開く。

### 文化財セミナー
「歴史を歩く　大仏鉄道を歩く」などのトピックで、所内外でのセミナーを行う。

### 文化財連続講座
博物館の職員や、文化財保護関係者による講座。

## アクセス
- JR奈良線上狛駅から徒歩20-25分

## 利用情報
- 入館料 - 一般200円、小中学生50円
- 会館時間 - 9時から16時30分
- 休館日 - 毎週月曜日（祝休日の場合は開館して翌日休館）、メンテナンス期間、年末年始